# Комплекс виробництва добрив у Айн-Сохні (NCIC)
Комплекс виробництва добрив у Айн-Сохні (NCIC) – підприємство єгипетської хімічної промисловості, споруджене у промисловій зоні біля червономорського порту Айн-Сохна.
Один з найбільших виробничих майданчиків у індустріальній зоні Айн-Сохна належить El Nasr Company for Intermediate Chemicals (NCIC), що контролюється National Service Projects Organization.  Він орієнтований на виробництво фосфорних та азотних добрив і станом на першу половину 2020-х включає дві черги.
Перша черга, що стал до ладу в 2019-му, об’єднує: 
- дві лінії з виробництва сульфатної кислоти загальною річною продуктивністю 1140 тисяч тон. Оскільки технологічний процес передбачає спалювання сірки, за рахунок утилізації тепла живляться парові турбіни потужністю 46 МВт;
- дві лінії фосфорної кислоти сукупною потужністю 450 тисяч тон на рік;
- виробництво потрійного суперфосфату річною потужністю 225 тисяч тон;
- виробництво гідрофосфату амонію (діаммофосу) річною потужністю 360 тисяч тон.
Для роботи комплексу на проектній потужності щорічно необхідно 2 млн тон фосфатної руди (можливо відзначити, що Єгипет є одним з провідних світових виробників фосфоритів) та 0,5 млн тон сірки (зазвичай імпортується).
В 2023-му ввели у дію другу чергу, яка спроможна щорічно виробляти 440 тисяч тон аміаку із подальшим використанням для випуску 380 тисяч тон сечовини та 300 тисяч тон кальцій-аміачної селітри (calcium ammonium nitrate).
Природний газ, який є головною сировиною для продукування аміаку, надходить до Айн-Сохни по газотранспортному коридору Ель-Тіна – Аль-Сохна та системі Рас-Шукейр – Аль-Сохна.